# Christopher Eccleston
Christopher Eccleston, född 16 februari 1964 i Salford, Greater Manchester, är en brittisk skådespelare som har fått mycket publicitet för sin roll som Nionde Doktorn i science fiction-TV-serien Doctor Who från BBC. Eccleston väckte först uppmärksamhet i TV-serien Cracker med Robbie Coltrane där han spelade en poliskommissarie.

## Filmografi (i urval)
- Dödsleken (1994)
- Jude (1996)
- Elizabeth (1998)
- eXistenZ (1999)
- Gone in Sixty Seconds (2000)
- The Others (2001)
- Jag är Dina (2002)
- 28 Days Later (2002)
- Doctor Who (2005)
- Heroes (TV) (2007)
- The Dark Is Rising – En ring av järn (2007)
- Amelia (2009)
- G.I. Joe: The Rise of Cobra (2009)
- The Shadow Line (2011)
- Song for Marion (2012)
- Thor: The Dark World (2013)
- Legend (2015)
- Fortitude (TV) (2015)